# Eliasz Bonbarone
Eliasz Bombarone, Eliasz z Kortony (ur. ok. 1180 w Bevilia koło Asyżu, zm. 22 kwietnia 1253 w Cortonie) – brat zakonny, wikariusz generalny i generał franciszkanów, misjonarz i dyplomata, budowniczy Bazyliki św. Franciszka w Asyżu.
Był jednym z tzw. uczniów drugiej godziny św. Franciszka z Asyżu. Pracował na placówce misyjnej w Syrii. Po śmierci w 1221 r. Piotra z Katani, pierwszego wikariusza generalnego franciszkanów został jego następcą. Jego autorstwa jest właśnie pierwszy dokument urzędowy o św. Franciszku: list informujący braci o śmierci Biedaczyny z Asyżu (1226 r.).
Na kapitule w 1227 r. został zastąpiony na urzędzie generała przez Jana Parenti. Wkrótce Eliaszowi zostało powierzone zadanie zbudowania bazyliki godnej przechowywania ciała św. Franciszka. Wypełnił je znakomicie, gdyż już w dwa lata po kanonizacji można było umieścić tam relikwie Świętego (1230). Obok powstał klasztor zwany Sacro Convento.
W 1232 r. Eliasz został wybrany generałem Zakonu. Rządził nim jednak w sposób autorytarny, unikając zwoływania kapituł. W stosunku do braci będących w opozycji posuwał się nawet do uwięzienia lub wydalenia z zakonu. Pracując nad rozszerzeniem franciszkanów i ich roli w Kościele, doprowadził w walnym stopniu do przekształcenia pierwotnej wspólnoty braci w zorganizowany zakon z dużymi klasztorami. Wywołało to otwarty sprzeciw, zwłaszcza wśród pierwszych towarzyszy św. Franciszka. Eliasz uwikłał również Zakon w spory polityczne między papieżem Grzegorzem IX a cesarzem Fryderykiem II ze sobą w roli mediatora. Na kapitule w 1239 r. uznano Eliasza za niezdolnego do pełnienia urzędu. Generałem wybrano Alberta z Pizy, a rok później Hajmona z Faversham.
W 1240 r. Eliasz został w związku z popieraniem cesarza Fryderyka ekskomunikowany przez papieża Grzegorza IX i w konsekwencji wydalony z Zakonu. Na krótko przed śmiercią 22 kwietnia 1253 r. pojednał się zarówno z Stolicą Apostolską, jak i zakonem. Został pochowany w Kościele św. Franciszka w Cortonie.